# Michael O’Connor (północnoirlandzki piłkarz)
Michael Joseph O’Connor (ur. 6 października 1987 w Belfaście) – północnoirlandzki piłkarz występujący na pozycji pomocnika. Zawodnik klubu Lincoln City.

## Kariera klubowa
O’Connor zawodową karierę rozpoczynał w sezonie 2005/2006 w angielskim zespole Crewe Alexandra z Championship. W rozgrywkach tych zadebiutował 25 lutego 2006 w wygranym 2:1 pojedynku z Brighton & Hove Albion. W tym samym roku spadł z zespołem do League One. W marcu 2009 został wypożyczony do Lincoln City z League Two, gdzie grał do końca sezonu 2008/2009.
W połowie 2009 roku O’Connor odszedł do Scunthorpe United z Championship. Pierwszy ligowy mecz rozegrał tam 8 sierpnia 2009 przeciwko Cardiff City (0:4), zaś 12 września 2009 w wygranym 4:0 spotkaniu z Crystal Palace strzelił pierwszego gola w Championship. W sezonie 2010/2011 wraz ze Scunthorpe spadł do League One.
W 2012 roku przeszedł do Rotherhamu United, z którym w sezonie 2012/2013 awansował z League Two do League One. W latach 2014–2016 występował w Port Vale, także grającym w tej lidze. Następnie był zawodnikiem zespołów League Two – Notts County oraz Lincoln City.

## Kariera reprezentacyjna
W reprezentacji Irlandii Północnej O’Connor zadebiutował 26 marca 2008 w wygranym 4:1 towarzyskim meczu z Gruzją. Do 2013 roku w kadrze wystąpił 11 razy.